# Acerbia kolpakofskii
Acerbia kolpakofskii är en fjärilsart som beskrevs av Alphéraky. Acerbia kolpakofskii ingår i släktet Acerbia och familjen björnspinnare. Inga underarter finns listade i Catalogue of Life.